# Juan Antonio de Blas
Pour les articles homonymes, voir Blas.
Juan Antonio de Blas (Roa, 1942 - 2016) est un auteur de bande dessinée, écrivain et journaliste espagnol.
Il s'est spécialisé dans l'histoire militaire et la guerre civile espagnole. Il a beaucoup voyagé et ses expériences sont transposées dans ses romans et ses scénarios.

## Biographie
Juan Antonio de Blas García est né à Roa, près de Burgos, en 1942. Son père y est assigné comme officier de la Guardia Civil.
Dans les années 1970, il devient critique de bande dessinée pour des revues spécialisées comme Sunday Comics (es). Il a publié un essai sur Corto Maltese, pour lequel il a reçu le Premio internacional de la Crítica (1978), et devient le préfacier de toutes les éditions en espagnol des aventures du marin. Il est aussi considéré comme le principal spécialiste du sujet en Espagne,.
Dès les années 1980, il devient scénariste de bande dessinée et est un régulier du festival littéraire Semana Negra de Gijón (es).
Il publie deux ouvrages sur la guerre civile espagnole dans les Asturies et un roman, Los días antes del infierno. Il cultive également le roman noir et politique. Il aborde la question basque dans ¿Hay árboles en Guernica? et l'épisode du coup d'État du 23 février 1981 dans La patria goza de calma, où Silverio, détective privé, se voit impliqué dans une trame obscure ; il termine la trilogie avec le roman Siempre hay alguien detrás.
Sa contribution au roman d'histoire commence avec El soportal de los malos pensamientos, où il narre les aventures du capitaine Alvaro de Roa, du duc d'Osuna et Quevedo dans la conspiration échouée contre le Dux vénitien, et continue avec Al fondo Eger, où il explore le début de la Guerre de Trente Ans à Prague jusqu'à la nuit des loups d'Eger.
Juan Antonio de Blas meurt le 17 décembre 2016 à l'âge de 74 ans.

## Œuvre

### Livre-jeu
- El enviado, une petite histoire à l'époque du Roi Pelayo

### Roman
- ¿Hay árboles en Guernica? (1986) — traduit en français, danois et turc ;
- La patria goza de calma (1987), roman sur 23-F ;
- Siempre hay alguien detrás (1995) ;
- Soportal de los malos pensamientos (1996), roman historique ;
- Al fondo Eger (1998), roman historique ;
- Michael Collins. Día de Ira (1999) ;
- Los días antes del infierno (2003) ;

### Essai
- La novela de espías y los espías de la novela ;
- Historia de guerra civil en Asturias ;

### Scénarios de bande-dessinée
- Águilas en el polvo: La batalla de Puebla, 1862, illustrée par Antonio Cardoso. Ed. Nueva Imagen, 1981 ;
- Reflejos, pour le dessinateur Alfonso Azpiri (es), Norma Editorial, 1994 — traduite en douze langues ;
- Negras tormentas, pour le dessinateur Alfonso Font (publiée en série en noir et blanc dans la revue Viñetas) ;
- Barcelona al alba, pour Alfonso Font, ed. Glénat (édition en album de Negras tormentas, mais avec un titre différent et en couleur), 2004.